# Pikráty

Chemická struktura pikrátového aniontu

Pikráty (též pikrany) jsou soli obsahující aniont (O2N)3C6H2O− nebo esterový derivát pikrátového aniontu. Tyto soli jsou často vedlejším produktem reakcí kyseliny pikrové (2,4,6-trinitrofenol). Roztoky obsahující pikrátový aniont jsou sytě žluté, ačkoliv mnoho jeho solí je zbarveno do odstínů hnědé až červenooranžové.

## Výbušniny
Mnoho pikrátů je výbušných (např. pikrát amonný). Některé pikráty našly uplatnění jako tzv. primární výbušniny, jmenovitě pikrát olovnatý nebo pikrát draselný. Pikráty některých kovů bývají mnohem citlivější na náraz a tření než samotná kyselina pikrová. Z toho důvodu se nedoporučuje přechovávat kyselinu pikrovou v kovových nádobách, neboť by mohlo dojít k explozi.

## Jiná použití
Pikrát železnatý je možné v některých případech použít jako aditivum do motorové nafty za účelem dosažení lepšího kilometrového výkonu.
Pikrát sodný nalezl uplatnění jako leptadlo v metalografii pro rozlišení proeutektoidního alfa feritu v hypoeutektoidní oceli od proeutektoidního cementitu (karbid železa) v hypereutektoidní oceli. Reakce pikrátu sodného s karbidem železa poskytuje tmavé zabarvení. Alfa ferit obdobnou reakci neposkytuje, a jeho plocha tudíž zůstává lesklá.

## Ethery a estery
Ethery a estery kyseliny pikrové se také nazývají pikráty.